# Ярушичі
Яру́шичі — село в Україні, у Стрийському районі Львівської області. Населення становить 245 осіб. Орган місцевого самоврядування ― Стрийська міська громада.

## Історія
Перша згадка про село є у грамоті Яна Тарновського від 23 квітня 1400 р., коли він проводив межу села Верчани з сусідніми селами Лотатники, Ярошин демнею, Репехович демнею, Хильчич демнею, Михалковом, Коморовом.

## Політика

### Парламентські вибори, 2019
На позачергових парламентських виборах 2019 року у селі функціонувала окрема виборча дільниця № 461486, розташована у приміщенні будинку культури.
Результати
- зареєстровано 157 виборців, явка 77,07%, найбільше голосів віддано за «Європейську Солідарність» — 23,14%, за «Слугу народу» — 22,31%, за всеукраїнське об'єднання «Батьківщина» — 19,83%.[2] В одномандатному окрузі найбільше голосів отримав Андрій Кіт (самовисування) — 33,88%, за Андрія Гергерта (Всеукраїнське об'єднання «Свобода») — 14,88%, за Олега Канівця (Громадянська позиція) — 14,05%[3].